# ミュージカル李香蘭
『ミュージカル李香蘭』（ミュージカルりこうらん）は、国際女優・山口淑子の半生に焦点をあてたミュージカル作品。史実を基にしているがフィクションである。浅利慶太の演出により劇団四季が断続的に上演している。原作は山口淑子と藤原作弥の共著による『李香蘭 私の半生』。劇団四季の昭和三部作と呼ばれる作品群の一つ（残り二作は『ミュージカル異国の丘』と『ミュージカル南十字星』）。
山口淑子は李香蘭の芸名を持ち、戦前は中国人と思われていた。第二次世界大戦の終結に伴い中華民国政府により漢奸裁判にかけられる。その顛末と戦争の歴史が同時進行で描かれてゆく。
1992年には中国、1997年にはシンガポールにて海外公演が行われた。
2015年には、浅利慶太プロデュース公演として上演。

## スタッフなど
- 原作 - 『李香蘭 私の半生』新潮社刊より
- 企画・構成・演出・台本：浅利慶太
- 作曲：三木たかし
- 作詞：浅利慶太、岩谷時子、高平哲郎、高橋由美子
- 振付：山田卓、加藤敬二
- 衣装：森英恵
- 装置：土屋茂昭
- 照明：沢田祐二

## 登場人物・主要キャスト
劇団四季公演
（最初の俳優が初演時のキャスト）
- 李香蘭：野村玲子、沼尾みゆき  、笠松はる
- 川島芳子：保坂知寿、山崎佳美、五東由衣、濱田めぐみ、樋口麻美
- 李愛蓮：志村幸美、桑原美樹、五東由衣、範衛華、秋夢子
- 杉本：芥川英司、芝清道、坂元健児
- 王玉林：芝清道、熱海将人、道口瑞之、青山祐士、神永東吾

浅利慶太プロデュース公演 
- 李香蘭：野村玲子、笠松はる
- 川島芳子：雅原慶、坂本里咲
- 李愛蓮：秋夢乃、五東由衣、樋口麻美
- 杉本：上野聖太、近藤真行
- 王玉林：村田慶介、桑島ダンテ、高橋伊久磨

上記５名以外はアンサンブルによって演じられる。
- 李際春（中国語版）将軍[2]
- 関東軍
- 高橋是清
- 永井荷風
- リットン卿
- 愛新覚羅溥儀
- 斎藤隆夫
- 山本五十六
- 丸の内警察署長

## 登場エピソード
歴史劇の側面もあり満州事変前後から終戦にかけての歴史上のエピソードが多数登場する。
- 華北分離工作
- 張作霖爆殺事件
- 世界恐慌
- 9・18事件
- 第一次上海事変
- リットン調査団
- 五・一五事件
- 満洲国建国
- 撫順襲撃事件
- 平頂山事件
- 満映設立
- 国際連盟脱退
- 満蒙開拓団
- 二・二六事件
- 盧溝橋事件
- 反軍演説
- 真珠湾攻撃
- 広島と長崎への原爆投下

他、アヘン戦争と日露戦争についても台詞でわずかに言及される。

## 登場曲
作中では実際の李香蘭の歌った歌謡曲や当時の流行歌、軍歌が多数登場する。２幕の冒頭では李香蘭の日劇のリサイタルが再現されている他、１幕終盤では歌詞は無いものの君が代と星条旗のアレンジが使用されている。
- いとしあの星
- 花白蘭の歌
- 何日君再来
- 蘇州夜曲
- 夜来香
- 日本陸軍 (軍歌)
- 戦友 (軍歌)
- 兵隊さんよありがとう
- 月月火水木金金
- 海行かば

## 公演記録
劇団四季公演
- 1991年1月7日 - 1月27日 - 青山劇場（東京初演）
- 1991年3月22日 - 4月29日 - 日生劇場（東京凱旋）
- 1991年10月10日 - 11月3日 - 青山劇場（東京3回目）
- 1992年1月8日 - 2月23日 - 近鉄劇場（大阪初演）
- 1992年3月1日 - 3月26日 - 中日劇場（名古屋初演）
- 1992年5月13日 - 5月24日 - メルパルクホール福岡（福岡初演）
- 1996年9月5日 - 9月23日 - 青山劇場（東京4回目）
- 1996年10月4日 - 10月20日 - 近鉄劇場（大阪凱旋）
- 1997年11月9日 - 11月24日 - 青山劇場（東京5回目）
- 1997年12月6日 - 12月28日 - 近鉄劇場（大阪3回目）
- 2000年4月23日 - 6月18日 - 四季劇場［秋］（東京6回目）
- 2000年6月29日 - 11月14日 - 全国公演 （全国各地で凱旋）
- 2000年8月9日 - 8月22日 - 近鉄劇場（大阪4回目）
- 2000年11月9日 - 11月26日 - 福岡シティ劇場（福岡凱旋）
- 2003年6月15日 - 7月27日 - 四季劇場[秋]（東京7回目）
- 2005年8月15日 - 10月2日 - 四季劇場[秋]（東京8回目）
- 2005年11月16日 - 12月11日 - 京都劇場（京都初演）
- 2006年4月21日 - 5月20日 - 新名古屋ミュージカル劇場（名古屋凱旋）
- 2013年9月8日 - 9月29日 - 四季劇場[秋]（東京9回目）

浅利慶太プロデュース公演
- 2015年8月31日 - 9月12日 - JR東日本アートセンター自由劇場
- 2015年12月3日 - 12月9日 - JR東日本アートセンター自由劇場
- 2016年9月3日 - 9月11日 - JR東日本アートセンター自由劇場 [3]
- 2018年4月10日 - 4月22日 - JR東日本アートセンター自由劇場
- 2019年7月27日 - 8月12日 - JR東日本アートセンター自由劇場（浅利慶太追悼記念公演第4弾）
- 2022年4月23日 - 5月8日 - 自由劇場（新型コロナウイルスの影響により5月3日から5月8日は公演中止）

## 演出に関して
- 初演からJR東日本アートセンター四季劇場［秋］が出来るまでは、東京での公演は青山劇場がほとんどであった。ただし、1991年の日生劇場公演では、劇中で日劇を指し示す台詞に「この先にあった」というニュアンスの言葉が付けられた。これは、日劇が存在した場所と日生劇場が近かったために付けられたものである。
- 李香蘭の人気ぶりを伝える歌に、現在の人気歌手などの名前（浜崎、安室、宇多田など）が入るが、再演のたびにその時期の人気のある歌手や俳優などの名前に変えられる。しかし浅利慶太プロデュース公演からは、この部分はカットされている。